# ماریا هاوریش
ماریا هاوریش (به انگلیسی: Mariya Havrysh) (زادهٔ ۱۲ ژوئن ۱۹۳۱) شناگر اهل شوروی است.